# Turbión (película de 1938)
Turbión es una película argentina en blanco y negro dirigida por Antonio Momplet según su propio guion con diálogos de José Antonio Saldías que se estrenó el 8 de octubre de 1938 y que tuvo como protagonistas a Francisco Petrone, Luisa Vehil, Paquita Vehil y Francisco Álvarez.

## Sinopsis
La película narra el enfrentamiento entre dos bandas de narcotraficantes.

## Reparto
Intervinieron en el filme los siguientes intérpretes:
- Daniel Belluscio
- Miguel Coiro
- José De Angelis …El Chino Mármol
- Gracia del Río
- Isabel Figlioli …Teresa
- Fausto Fornoni
- Francisco Petrone …Pepe
- Froilán Varela
- Luisa Vehil …Ana María
- Paquita Vehil …Rosalía
- Francisco Álvarez …El Doctor
- Claudio Rodríguez Leiva …Daniel
- Teresita Padrón
- Barreta
- Juan Carrara
- Francisco Plastino
- Eduardo Medrano
- Santiago Rebull
- Cirilo Etulain
- Antonio Provitilo
- Joaquín Petrosino
- Mario Devari
- Lauro Carozo
- Biki Yule
- Alfredo Marino

## Comentarios
Ulyses Petit de Murat escribió de la película en Crítica que "a pesar de sus disparos y sus cuerpos caídos es una película blanca, planteada para drama y resuelta en comedia". Calki afirmó de ella: "Bien contada, de excelente continuidad y hábil movimiento de los personajes" y Manrupe y Portela opinaron: "Ágil e inusual policial muy poco citado al hablar de los inicios del género".